# سقوط جرثقیل در مکه
سقوط جرثقیل در مکه در خلال پروژه توسعه مسجدالحرام روز جمعه ۲۰ شهریورماه ۱۳۹۴ (۱۱ سپتامبر ۲۰۱۵) در ساعت ۱۷:۱۰ به وقت مکه، یک دستگاه جرثقیل در محوطهٔ مسجدالحرام سقوط کرد که باعث مرگ ۱۰۷ نفر و جراحت ۲۳۸ نفر شد در مهر همان سال حادثه منا اتفاق افتاد. باد شدید و طوفان عامل سقوط جرثقیل عنوان شده‌است. این حادثه با چهاردهمین سالروز حملات ۱۱ سپتامبر همزمانی داشت. اکثر جان‌باختگان از اتباع کشورهای هند، پاکستان، اندونزی و ایران بوده‌اند، که در این میان ۱۵ زخمی و ۱۱ تن کشته از بین زائران ایرانی بوده‌است.

## پیش‌زمینه

### پهناورسازی مسجدالحرام
مسجدالحرام شاهد پهناورسازی سوم دولت سعودی بود. توسعه مسجد الحرام در صحن‌های شمالی بیشتر متمرکز است که مساحت کار به بیش از ۱/۴۷ میلیون متر مربع می‌رسد تا این مسجد بتواند ۱/۸۵ میلیون تن نمازگزار اضافی در خود جای دهد. برای اجرایی کردن این پروژه ۵۸۸۲ ملک تخریب شد. توسعه‌ای که روی سه حلقهٔ دور کعبه صورت می‌گیرد ۳۲۰ هزار متر مربع به آن می‌افزاید و جای ۳۰۰ هزار نمازگزار بیشتر را فراهم می‌کند.
گروه سعودی بن لادن مأموریت پروژه توسعه مسجدالحرام را عهده‌دار شده‌است.

### چکیده‌ای از جرثقیل باعث حادثه
این جرثقیل یکی از حرثقیل‌های بکار برده شده در توسعه مسجد الحرام است و بزرگ‌ترین جرثقیل در خاورمیانه است.
ارتفاع آن ۲۰۰ متر است و پیش از حادثه در صحن‌های شرقی و شمالی مسجد الحرام استفاده می‌شد. مساحتی که جرثقیل استفاده می‌کند ۲۵۰ متر مربع است.
این دستگاه جرثقیل غول‌پیکر ساخت آلمان است و تنها دو مدل از آن در جهان وجود دارد. نسخه‌ای که در عربستان وجود دارد مسئولش یک تکنسین آلمانی است.
وظیفهٔ اصلی این جرثقیل انتقال خاک و موادی که از مسجدالحرام خارج می‌شود بعلاوه انتقال وسایل مورد نیاز ساخت و ساز است و هدف از آن آسایش نمازگزاران و طواف‌کنندگان است و تا تأثیری روی حرکتشان نگذارد. با وجود این، جرثقیل فقط در هنگام انتقال بارهای بسیار سنگین استفاده می‌شود. این دستگاه ۷۵ تن در یک بار می‌تواند جابه‌جا کند و دارای زنجیرهای ضخیمی شبیه به تانک است که کمک می‌کند کنترل بر آن راحت‌تر شود و معمولاً هنگام استفاده قبلش آن را به مناطق مشخص برای استحکام بیشتر می‌بندند.
جرثقیل در قسمت شرقی در مقام ابراهیم سقوط کرد.

## آمار کشته‌شدگان و زخمی‌ها
احمد حاتمی، دانشمند ارشد علوم فضایی و استاد دانشگاه، در میان ۱۱ ایرانی است که بر اثر سقوط جرثقیل در مسجدالحرام در مکهٔ عربستان کشته شده‌اند.
| ملیت      | کشته‌شدگان | مصدومیت‌ها | منبع          |
| --------- | --------- | --------- | ------------- |
| بنگلادش   | ۲۵        |           | [ ۱۹ ]        |
| ایران     | ۱۱        | ۱۵        | [ ۱۹ ]        |
| مصر       | ۲۳        |           | [ ۱۹ ]        |
| پاکستان   | ۱۵        |           | [ ۱۹ ]        |
| هند       | ۱۰        |           | [ ۱۹ ]        |
| ترکیه     | ۸         | ۲۱        | [ ۲۰ ] [ ۲۱ ] |
| مالزی     | ۶         |           | [ ۱۹ ]        |
| الجزایر   | ۱         |           | [ ۱۹ ]        |
| افغانستان | ۱         |           | [ ۱۹ ]        |
| کل        | ۱۱۴       | ۳۹۴       | [ ۳ ]         |

## علت حادثه
مقامات سعودی علت سقوط را بارندگی و طوفان با سرعت غیرعادی که موجب ریشه‌کن‌شدن درختان شده‌بود، عنوان کردند.
پایگاه خبری المواطن علت سقوط را عدم رعایت استانداردها در محکم‌کاری پایه‌های جرثقیل عنوان کرد. المواطن اعلام کرد با بررسی تصاویر، متوجه شده‌است پایه‌های اصلی این جرثقیل به‌صورت محکم به زمین سفت نشده‌بودند و در پایه‌ها از بتون براساس معیارهای استاندارد جهانی استفاده نشده‌است و حتی در اطراف این جرثقیل از موانع لازم که باعث می‌شود کسی در اطراف منطقهٔ استقرار آن تردد نداشته‌باشد استفاده نشده‌است؛ ازاین‌رو عاملان نصب این جرثقیل براساس کاتالوگ‌های تعیین‌شده برای نصب این جرثقیل استفاده نکرده‌اند و موارد هشدار را جدی تلقی نکرده‌اند و قطعات این جرثقیل فقط بر روی هم سوار شده‌بود.
شرکتی که مشغول این ساخت‌وسازها بود شرکت آلمانی لیبهر، پیمانکار گروه سعودی بن لادن (از بزرگترین شرکت‌های ساخت‌وساز خصوصی جهان) است.

به گزارش الجزیره، پادشاه عربستان مسئولان شرکت سعودی بن لادن را ممنوع‌الخروج کرد. این شرکت متعلق به خانوادهٔ اسامه بن لادن، رهبر سابق شبکهٔ القاعده است که در دههٔ ۱۹۳۰ میلادی بنیاد گذاشته شد و رابطهٔ خوبی با حکومت سعودی دارد. بسیاری از پروژه‌های ساختمانی در این کشور در دست شرکت بن لادن است. در دههٔ ۱۹۹۰ خانوادهٔ بن‌لادن، اسامه بن لادن را به‌عنوان یکی از شرکای این شرکت کنار گذاشت.
شرکت لیبهر، که پیمانکار شرکت بن لادن در ساخت‌وسازِ یادشده بود، اعلام کرد متخصصانش حادثه را بازرسی کرده‌اند و مشکلی ازنظر رعایت موارد ایمنی نبوده‌است.